# Palauet Tamburini
El Palauet Tamburini és una obra noucentista de Sabadell (Vallès Occidental) inclosa a l'Inventari del Patrimoni Arquitectònic de Catalunya.

## Descripció
Casal-palauet format per planta baixa i pis, amb torratxa a la cantonada. L'interior està ocupat per dos habitatges amb accessos independents. Les façanes són de llenguatge neoclàssic, amb frontons als balcons i al coronament, balustres, reixes de dibuix. Presenta columnes a les finestres triples i a la llotja del primer pis que té façana al carrer. Els frontons dels balcons estan suportats per mènsules.